# Sinochroma
Sinochroma is een kevergeslacht uit de familie van de boktorren (Cerambycidae). De wetenschappelijke naam van het geslacht werd voor het eerst geldig gepubliceerd in 2013 door Bentanachs & Drouin.

## Soorten
Sinochroma is monotypisch en omvat slechts de volgende soort:
- Sinochroma sinensis Bentanachs & Drouin, 2013